# Jesús María
Jesús María là một đô thị thuộc bang Aguascalientes, México. Năm 2005, dân số của đô thị này là 82623 người.